# Городская клиническая больница имени М. Е. Жадкевича
«Городска́я клини́ческая больни́ца и́мени М. Е. Жадке́вича Департа́мента здравоохране́ния го́рода Москвы́» (до 2015 года — «Московская городская клиническая больница № 71»; «ГКБ № 71») — российское многопрофильное лечебно-профилактическое учреждение города Москвы, основанное в 1893 году. Оказывает медицинскую помощь в амбулаторно-поликлинических и стационарных условиях. Одна из основных больниц Москвы, специализирующихся на микрохирургии.
Полное наименование — «Государственное бюджетное учреждение здравоохранения города Москвы „Городская клиническая больница имени М. Е. Жадкевича Департамента здравоохранения города Москвы“».
Расположена по адресу: Россия, 121374, г. Москва, Можайском шоссе, д. № 14.

## История
Больница была основана в 1893 году Московским уездным земством как «Сетуньская лечебница». 
В 1926 году лечебница стала называться «Больницей № 1 города Кунцево». После вхождения в 1960 году города Кунцево в состав Москвы была переименована в «Московскую городскую клиническую больницу № 71». 
В 1973 году была создана научная группа микрохирургии, клиническими базами которой были 51-я и 71-я московские больницы. 
В конце 1970-х годов на базе 71-й больницы были осуществлены первые в СССР операции по реплантации пальца, а позже — по пересадке пальца стопы на кисть человека. 
В 1987 году отделение микрохирургии было переведено в 71-ю больницу. 
С 2015 года больница носит имя выдающегося советского врача-хирурга Михаила Евгеньевича Жадкевича (1930—1986), бывшего заведующего хирургическим отделением ГКБ № 71 города Москвы, и называется «Городской клинической больницей имени М. Е. Жадкевича Департамента здравоохранения города Москвы».

## Структура
В состав больницы входят следующие отделения:
- Приёмное отделение
- Отделение сердечно-сосудистой патологии
- ПРИТ ОССП (кардиореанимация)
- Отделение функциональной диагностики
- Клинико-диагностическая лаборатория
- Терапевтическое
- Неврологическое
- Отделение ОНМК
- Отоларингологическое отделение
- Эндоскопическое отделение
- ОРИТ ОНМК (нейрореанимация)
- Эндокринологическое отделение
- Пластическая хирургия
- Отделение реанимации и интенсивной терапии №12 (ОРИТ-12, хирургическая реанимация)
- Отделение реанимации и интенсивной терапии №1 (ОРИТ-1, терапевтическая реаниимация)
- Отделение анестезиологии
- Хирургическое отделение
- Травматология
- Микрохирургия
- Межокружное отделение пароксизмальных состояний
- Патологоанатомическое отделение
- Отделение по переливанию крови
- Оперативная гинекология
- Отделение гастроэнтерологии

Больнице также принадлежат:
- поликлиника на 850 посещений,
- дневной стационар,
- травматологический пункт,
- аптека и аптечный пункт льготного лекарственного обеспечения,
- платное отделение на 14 внебюджетных коек.

## Научная база
- Кафедра неврологии и нейрохирургии ГОУ ВПО РГМУ Росздрава
- Кафедра внутренних болезней и ревматологии МГМСУ
- Кафедра психосоматической патологии ФПКМР РУДН
- Кафедра оториноларингологии РАМПО,
- Кафедра общей хирургии МПФ ММА им. И. М. Сеченова
- Кафедра пластической и реконструктивной микрохирургии с рентгенохирургией РАМПО Минздрава России
- Кафедра анестезиологии и реаниматологии "ФГУ Центральная государственная медицинская академия УДП РФ"